# فياه ولد معيوف
فياه ولد ولد لبات ولد المعيوف الآكشاري (1935، أطار - 16 مارس 2017)

## حياته
فياه هو أحد أبرز القادة العسكريين الموريتانيين , بدأ حياته المهنية في الخمسينات مديرا ومعلما في مدرسة ابتدائية في مدينة ودان التاريخية وفي سنة 1958 م  أثناء فترة الاستعمار الفرنسي ثم التحق بالقوات الفرنسية العاملة آنذاك في موريتانيا، ليكون أحد أبرز الضباط الذين ساهموا في تأسيس الجيش الموريتاني.
وبعد الاستقلال عُهد إليه بتشكيل وحدة الدرك الوطني الموريتاني التي ظل هو قائدا لها إلى غاية سنة 1978 م.
أثناء حرب الصحراء بين موريتانيا البوليساريو سطع نجمه كأحد أهم القواد الميدانيين حيث أبلى بلاء حسنا في معركتي بير گندوز وآوسرد الشهيرتين في تيرس الغربية ودخلت كتيبته مدينة الداخلة الصحراوية، بعدها تمّت ترقيته إلى رتبة عقيد، كان من الضباط المخلصين للرئيس المختار ولد داده فرفض بشكل قاطع المشاركة في الانقلاب الذي قاده بعض ضباط المؤسسة العسكرية في 10 يوليو 1978 م على نظامه، فتم اعتقاله ووضعه تحت الإقامة الجبرية في مدينة بومديد لمدة تزيد عن سنتيتن.
تم إطلاق سراحه في بداية عهد الرئيس محمد خون ولد هيدالة, يُعرف فياه بين زملائه بالصرامة والانضباط والشجاعة والإقدام واحترام العسكرية.
يتهمه البعض بأنه هو من أصدر الأوامر بإطلاق النار على عمال المنجم في مدينة الزويرات في يوم 29 مايو 1968 م نتيجة لقيامهم بتظاهرات للمطالبة بتحسين ظروف عملهم، في ما سيعرف لاحقا بمذبحة الزويرات  ليسقط منهم ثمانية قتلى وأربعة وعشرون جريحا حسب الرواية الرسمية، رواية أخرى تقول بأن العمال المتظاهرين هم من بدؤوا بإطلاق النار بعد أن هجموا على الجنود المكلفين بحراسة الحي الذي يقيم فيه المهندسون الفرنسيون العاملون في شركة ميفرما أو حاولوا انتزاع أسلحتهم فأمر فياه بإطلاق النار على سيقانهم ولكن بعضهم أُصيب إصابات مباشرة بعد أن استلقوا على الأرض خوفا من الرصاص. والله أعلم.
حسب ما نشرته صحيفة أقلام الإلكترونية  في مقابلة مع أحد العسكريين الذين شاركو في المحاولة الإنقلابية لسنة 16 مارس 1981 م، فإن ولد معيوف كان سيصبح رئيسا لموريتانيا لو أن المحاولة كتب لها النجاح حيث عرف بقربه وصداقاته لحاكم المغرب آنذاك ولكن تسير الرياح بما لا تشتهي السفن. وبعد فشل المحاولة لجأ فياه للسفارة الفرنسية ثم رجع إلى منزله فجاء الدرك للقبض عليه، فنصب سلاحه ونثر ذخيرته، فأمر العقيد يال الحسن  الدرك بالرجوع فرجعوا عنه وتم التفاوض معه وسويت المشكلة سلميا.